# Église de l'Assomption de Gudja
L'église de l'Assomption est une église catholique située à Gudja, à Malte.

## Historique
Construite en 1656, elle reçut sa dédicace le 11 décembre 1785.